# Maurice Raynal
Pour les articles homonymes, voir Raynal.
Maurice Raynal, né le 3 février 1884 dans le 12e arrondissement de Paris et mort le 18 septembre 1954 à Suresnes, est un critique d'art français, qui fut un ardent propagandiste du cubisme. Il fut le mari de Germaine Raynal, compositrice française de musique légère dans les années 1920. 

## Quelques publications
- Essai de définition de la peinture cubiste, Bulletin de la Section d'or, Paris, 9 octobre 1912.
- Quelques intentions du cubisme, L'Effort Moderne, 1919.
- Picasso, 1921[3].
- Juan Gris et la métaphore plastique, Feuilles Libres, 1923.
- Quelques intentions du cubisme, Bulletin de I'Effort Moderne, nos 1, 2, 3, janvier-mars 1924.
- Adolphe Feder, Valori Plastici, Rome, 1925.
- Anthologie de la peinture en France de 1906 à nos jours, Paris, Éditions Montaigne, 1927.
- Histoire de la peinture moderne de Baudelaire à Bonnard, Skira, Genève, 1949.

## Bibliographie

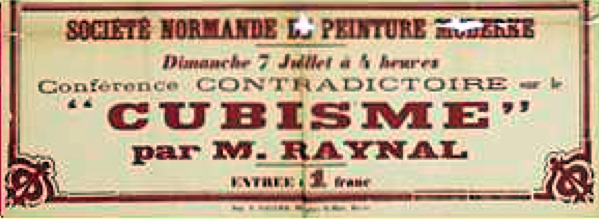
Conférence de Maurice Raynal sur le cubisme à la Société normande de peinture moderne à Rouen en 1912